# Ruta 901 (Costa Rica)
La Ruta 901, oficialmente Ruta Nacional Terciaria 901, es una ruta nacional de Costa Rica ubicada en la provincia de Guanacaste.

## Descripción
En la provincia de Guanacaste, la ruta atraviesa el cantón de Nandayure (el distrito de Zapotal), el cantón de Hojancha (el distrito de Puerto Carrillo).